# Olimp (metge)
Olimp (en llatí Olympus, en grec antic Ολυμπος) era un metge grec. Va ser el metge que ordinàriament atenia a la reina Cleòpatra d'Egipte i el que la va ajudar en el seu suïcidi l'any 30 aC. Un temps després va publicar un relat de la mort de la reina, que menciona Plutarc.